# Chlysty

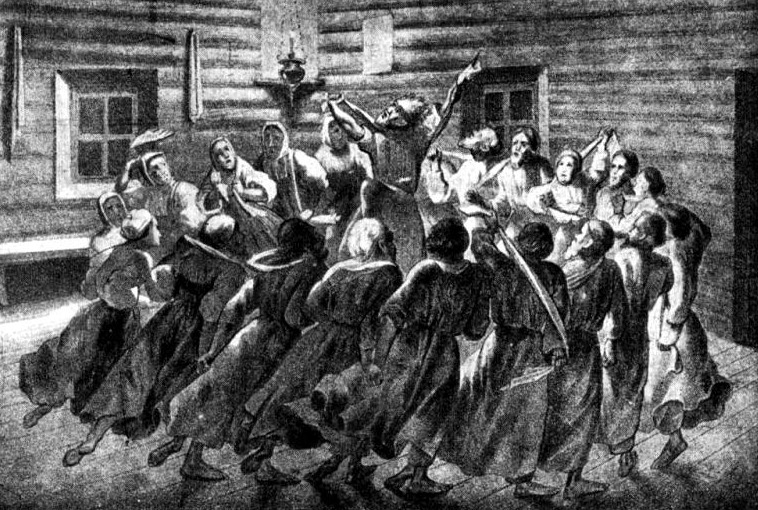
Disegno di un rituale chlysty

I chlysty (in russo хлысты?) sono una setta misteriosa, apparsa nel XVII secolo nella Siberia, fondata, forse, da Daniil Filippovič. La prima traccia documentale della loro presenza risale al 1630. Da essi, circa un secolo dopo, si distaccarono altre due sette mistiche, i duchobor ed i molokani, ma la nascita di questi nuovi movimenti non esaurì quella dei chlysty, che è sopravvissuta fino ai nostri giorni.

## Storia
Essi interpretano la dottrina del secondo avvento di Gesù Cristo in chiave spirituale, sostenendo che esso sia già presente spiritualmente in ogni membro della setta durante la sua vita terrena. Durante le loro celebrazioni, organizzate per prepararsi a ricevere ed invocare lo Spirito Santo, dopo aver acceso dodici candele nella notte del sabato, essi danzano e si frustano, in una cerimonia di canti e balli frenetici che chiamano Radenie (zelo, fervore). Le cerimonie terminano in un'orgia che coinvolge tutti i membri. All'alba una giovane donna nuda, venerata come Santa Vergine e insieme come Madre Terra, offre ai fedeli chicchi di uva secca.
Si evince in tal senso l'unione di riti pagani (l'energia del movimento, energie vitali attraverso il sesso e della terra) con quelli cristiani (lo Spirito Santo e comunione). Si sospetta che Grigorij Efimovič Rasputin ne fosse stato membro.